# Kaskasjåkka
De Kaskasjåkka, Samisch: Gaskkajohka, is een beek in het noorden van Zweden, stroomt daar door de gemeente Kiruna naar het zuiden en is ongeveer 14 kilometer lang. Het water in de beek komt van hellingen die de waterscheiding vormen tussen de stroomgebieden van de Lainiorivier en de Könkämä. De Vittankirivier gaat vanaf dezelfde plaats naar het noorden en komt pas later in de Torne älv uit. 
afwatering: Kaskasjåkka → Lainiorivier → Torne älv → Botnische Golf